# Krynickie Towarzystwo Fotograficzne
Krynickie Towarzystwo Fotograficzne – polskie stowarzyszenie fotograficzne utworzone w 1978 roku z inicjatywy Juliusza Jarończyka, późniejszego wieloletniego prezesa Zarządu KTF. Członek zbiorowy Fotoklubu Rzeczypospolitej Polskiej Stowarzyszenia Twórców.

## Historia
Krynickie Towarzystwo Fotograficzne utworzono z inicjatywy Juliusza Jarończyka – Zasłużonego Mistrza Sportu, Zasłużonego Działacza Lotnictwa Sportowego, organizatora mistrzostw świata i Europy w modelarstwie lotniczym i kosmicznym oraz wielokrotnego mistrza świata w modelarstwie lotniczym i kosmicznym. Pierwszym prezesem Zarządu KTF został Juliusz Jarończyk – funkcję prezesa KTF pełnił przez wiele kadencji. Łącznie od początku działalności stowarzyszenia, w pracach KTF (konkursy fotograficzne, plenery, spotkania, wystawy) uczestniczyło ponad 300 członków. W zbiorach Krynickiego Towarzystwa Fotograficznego zarchiwizowano 7150 fotografii autorstwa 295 członków stowarzyszenia, które w historii KTF prezentowano w ok. 740 ekspozycjach.

## Działalność
Podstawowym celem działalności stowarzyszenia jest propagowanie i rozpowszechnianie fotografii. Krynickie Towarzystwo Fotograficzne jest organizatorem wielu inicjatyw artystycznych – m.in. ogólnopolskich konkursów fotograficznych, cyklicznych konkursów miesiąca dla członków stowarzyszenia, indywidualnych oraz zbiorowych wystaw fotograficznych, prezentujących dorobek twórczy członków KTF, warsztatów fotograficznych, wystaw innych twórców fotografii. 
Krynickie Towarzystwo Fotograficzne prezentując swoje prace m.in. w Międzynarodowych Salonach Fotograficznych – otrzymało wiele wyróżnień (m.in. dyplom dla najlepszego foto klubu, w konkursie 3rd International Salon of Photography – 2016, dyplom dla najlepszego foto klubu, w konkursie 4rd InternationalSalon of Photography – 2017, dyplom dla najlepszego foto klubu, w konkursie 6th Bardaf International Exhibition 2017). W 2016 roku stowarzyszenie nominowano do IV plebiscytu O nagrodę Społeczno-Kulturalnego Towarzystwa Sądeczanin. 
Kilku członków Krynickiego Towarzystwa Fotograficznego zostało przyjętych w poczet członków rzeczywistych Fotoklubu Rzeczypospolitej Polskiej Stowarzyszenia Twórców, kilku członków KTF zostało uhonorowanych tytułami artystycznymi Międzynarodowej Federacji Sztuki Fotograficznej FIAP. W 2018 roku stowarzyszenie obchodziło jubileusz 40-lecia działalności, z okazji którego w Sądeckiej Bibliotece Publicznej im. Józefa Szujskiego w Nowym Sączu otwarto jubileuszową wystawą fotografii członków KTF.
Spotkania członków KTF odbywają się raz w miesiącu w sali konferencyjnej Miejskiego Przedsiębiorstwa Gospodarki Komunalnej Sp. z o.o. w Krynicy-Zdroju.

## Zarząd
- Jolanta Szyszka – prezes Zarządu
- Renata Michalczyk – wiceprezes Zarządu
- Piotr Kulbat – skarbnik
- Anna Wantuch - sekretarz
- Juliusz Jarończyk – członek Zarządu

Źródło

## Odznaczenia (nagrody)
- Odznaka honorową „Zasłużony dla Kultury Polskiej” (2013)
- Odznaka „Złoty Herb Krynicy-Zdroju” (2013)
- Statuetka „Przyjaciel Szpitala” (2013)
- Złote Jabłko Sądeckie (2010)
- Medal okolicznościowy za działalność na rzecz fotografii od Stowarzyszenia Współpracy Polska – Wschód

Źródło